# Kazufumi Sakai
Kazufumi Sakai (坂井和史?, Sakai Kazufumi; 2 ottobre 1947) è un ex cestista giapponese.

## Carriera
Con il Giappone ha partecipato ai Giochi olimpici di Monaco 1972, segnando 4 punti in 8 partite.